# Цеханович, Василий Петрович
Василий Петрович Цеханович (1922—2006) — писатель, журналист, фронтовик.

## Биография
Родился 1 января 1922 года в семье крестьян в ныне несуществующем посёлке Кайлыкский Таловской волости Томского уезда (с 1943 года это территория Яшкинского района Кемеровской области). Отец — Петр Михайлович Цеханович, был из рода польских дворян, лишенных титула и сосланных в Сибирь после подавления Польского восстания. Когда мальчику надо было идти в школу, семья переехала в Анжеро-Судженск, затем в Кемерово. Печататься начал в школьные годы в районных и городских газетах.
Поступил учиться в Новосибирский институт военных инженеров транспорта.
С июля 1942 года на фронте. Сначала солдат-телефонист, затем лейтенант — корреспондент газеты 22-й Сибирской гвардейской стрелковой дивизии. Был ранен, подорвался на минном поле во время боя за станцию Локня 05.03.43.
После ВОВ остался на службе в Вооруженных силах и тридцать лет отдал военной журналистике, пять лет в Венгрии, затем в газете Ленинградского военного округа «На страже Родины».
В 1955 году окончил филфак ЛГУ (отделение журналистики).
В 1972 году уволился из армии в звании полковника.
Работал в «Лениздате», в журнале «Нева». Член Союза писателей СССР. Заслуженный работник культуры РСФСР.
Скончался 11 апреля 2006 г. Похоронен на кладбище при Санкт-Петербургском крематории.

## Награды
- Медаль «За боевые заслуги» 30 декабря 1942[5].
- Орден Красной Звезды 20.06.1944[6]
- Медаль «За боевые заслуги» 20.04.1953[7]
- Орден Отечественной Войны II степени[8]
- Лауреат премии имени Валентина Пикуля за книгу «Амбразура, полная звезд»[9].
- Лауреат премии Российской Федерации имени Маршала Советского Союза Г. К. Жукова в области литературы и искусства в составе авторского коллектива творческого объединения «Пальмира» (г. Санкт-Петербург) за литературный труд «Не ради славы», раскрывающий величие народного подвига в Великой Отечественной войне 1941—1945[10][11]